# Megacera
Megacera es un género de escarabajos de la familia Cerambycidae.

## Especies
Megacera contiene las siguientes especies:
- Megacera acuminata Galileo & Martins, 2006
- Megacera praelata Bates, 1866
- Megacera rigidula Bates, 1866
- Megacera vittata Audinet-Serville, 1835